# Patuakhali (Distrikt)
Der Distrikt Patuakhali (bengalisch পটুয়াখালী জেলা, Paṭuẏākhālī jelā) ist ein Verwaltungsdistrikt im südlichen Bangladesch, der innerhalb der Division Barishal, der übergeordneten Verwaltungseinheit liegt. Er besteht aus einer ganzen Reihe so genannter Chars, also Inseln, die aufgrund veränderter Flussläufe und Überschwemmungen häufig ihre Position aber auch ihr Bestehen verändern.
Der 3204,58 km² große Distrikt grenzt im Norden an den Distrikt Barishal, im Osten an Bhola, im Süden an den Golf von Bengalen und im Westen an den Distrikt Barguna.
Die wichtigsten Flüsse sind der Andharmanik, Agunmukha, Payra, Lohalia, Patuakhali und Tentulia.
Der seit 1969 bestehende Distrikt Patuakhali ist administrativ in die acht Upazilas Bauphal, Dashmina, Galachipa, Kalapara, Mirzaganj, Patukhali Sadar, Dumki und Rangabali unterteilt. Innerhalb dieser Verwaltungsunterteilung gibt es 67 Union Parishads (Dorfräte), drei Stadträte (municipalities) und 882 Dörfer.
Der Distrikt hat 1.535.854 Einwohner (Volkszählung 2011). Die Distriktshauptstadt ist das ca. 65.000 Einwohner zählende Patuakhali. Der Flugplatz Patuakhali liegt in dem Distrikt.